# 1. division 1955-1956
La 1. Division 1955-1956 è stata la 43ª edizione della massima serie del campionato danese di calcio conclusa con la vittoria del AGF, al suo secondo titolo.
Capocannoniere del torneo fu Gunnar Kjeldberg del AGF con 18 reti.

## Classifica finale
|    | Classifica    | G  | V  | N | P  | GF | GS | DR  | Pti |
| -- | ------------- | -- | -- | - | -- | -- | -- | --- | --- |
| 1  | AGF           | 18 | 12 | 2 | 4  | 48 | 25 | +23 | 26  |
| 2  | Esbjerg       | 18 | 9  | 4 | 5  | 42 | 30 | +12 | 22  |
| 3  | AB            | 18 | 9  | 4 | 5  | 39 | 31 | +8  | 22  |
| 4  | B 1909        | 18 | 7  | 6 | 5  | 34 | 29 | +5  | 20  |
| 5  | Skovshoved IF | 18 | 6  | 6 | 6  | 23 | 24 | -1  | 18  |
| 6  | B 1903        | 18 | 8  | 2 | 8  | 34 | 36 | -2  | 18  |
| 7  | BK Frem       | 18 | 7  | 4 | 7  | 27 | 29 | -2  | 18  |
| 8  | AIA (*)       | 18 | 4  | 6 | 8  | 38 | 40 | -2  | 14  |
| 9  | KB            | 18 | 3  | 7 | 8  | 22 | 37 | -15 | 13  |
| 10 | Køge BK       | 18 | 3  | 3 | 12 | 25 | 51 | -26 | 9   |

(*) Squadra neopromossa

## Verdetti
- AGF Campione di Danimarca 1955-56.
- AGF ammesso alla Coppa dei Campioni 1956-1957.
- Køge BK retrocesso.